# Puig Ventós (Sora)
El Puig Ventós és una muntanya de 704 metres que es troba al municipi de Sora, a la comarca d'Osona.